# Пирзева къща
Пирзевата къща (на гръцки: Οικία Πύρζα) е къща в град Лерин, Гърция, обявена за паметник на културата.

## Местоположение
Къщата е разположена във Вароша, на булевард „Елевтерия“ („Августинос Кандиотис“) и улица „Николаос Пирзас“ № 1, на левия бряг на Сакулева до Сапунджиевата къща.

## История
Сградата е построена в 1902 или в 1910 - 1912 година от Лаки Пирза (Николаос Пирзас), виден лидер на гъркоманската партия в Лерин и деец на гръцката въоръжена пропаганда. С изпълнението на новия градоустройствен план на Лерин в 1918 - 1919 година дворът е премахнат и на негово място е открита улица „Николаос Пирзас“. В 1928 година е добавен малък обем на улица „Пирзас“ и са създадени две отделни къщи, една на „Елевтерия“ и една на „Пирзас“. 
Сградата е обявена за защитен паметник в 2013 година.

## Архитектура
Това е еклектична сграда с фалшиви пиластри, които започват от каменната основа на сградата и минават по протежение на плоската фасада откъм улицата, като подчертават краищата на сградата и привидно поддържат корнизната рамка на покрива. Малко по-високо тухлената фасада на покривната мансарда е оформена с триъгълен, двускатен покрив. Мраморният балкон на първия етаж с богато украсения парапет се появява ексцентрично асиметрично на фасадата, докато декоративните рамки на прозорците варират от ниво на ниво. Прави впечатление монументалността в оформянето на възрожденската рамка на главния вход на къщата, организирана на странична кота, която контрастира с малкия мащаб на сградата.